# Crossostemma laurifolium
Crossostemma laurifolium är en passionsblomsväxtart som beskrevs av Jules Émile Planchon och George Bentham. Crossostemma laurifolium ingår i släktet Crossostemma och familjen passionsblomsväxter. Inga underarter finns listade i Catalogue of Life.